# کی‌یر فارد
کیر فارد نجیب‌زاده‌ای ارمنی بود که حکومت آلانیا را تا سال ۱۲۲۱ میلادی در دست داشت. او پس از محاصره قلعه‌اش توسط علاءالدین کیقباد، سلطان سلجوقی، در عوض دریافت حکومت آق‌شهر، تسلیم شد. و دخترش هونات خاتون را به همسری کیقباد در آورد.